# ФК Ујпешт МТЕ

ФК Ујпешт МТЕ (мађ. Újpesti Munkásképző Torna Egyesület), је био мађарски фудбалски клуб . Седиште клуба је било у Ујпешта, Мађарска. Боје клуба су црвена и бела.

## Историјат клуба
Клуб је основан 1912. године и своје утакмице играо на стадиону Јене Бузански. Свој деби у елитној лиги Мађарске клуб је имао у сезони 1945/46. Првенсто је завршио на једанаестом месту.

## Историјат имена
- 1912–1939 Ујпешт МТЕ − Újpesti Munkásképző Torna Egyesület
- 1939–1944 Ујпешт МСЕ − Újpesti MSE
- 1945–1949 Ујпешт МТЕ − Újpesti Munkásképző Torna Egyesület
- 1957–1969 Ујпешт МТЕ − Újpesti MTE

## Достигнућа
- Прва лига Мађарске у фудбалу:
  - 11. место (1) :1945/46.
- Друга лига Мађарске у фудбалу:
  - 'ампион (1) :1945.